# 朱执中
朱执中（1507年—？），字汝一，號純斋，浙江杭州府海宁县人，明朝政治人物。嘉靖戊戌进士。

## 生平
治《易經》，嘉靖十年（1531年）由國子生中式辛卯科（1531年）浙江鄉試第七十一名舉人，嘉靖十七年（1538年）戊戌科會試第一百八十二名，第三甲第十七名進士。嘉靖十九年（1540年）任直隸华亭县知县。升刑部主事，二十四年三月考察，革职闲住。

## 家族
曾祖朱愷。祖父朱坤。父朱鸞。母顾氏。重庆下。
行二，兄允中、弟時中、秉中、致中、懋中、思中、用中。